# کارت مجازی
کارت مجازی یا وی کارت (به انگلیسی: vCard)، که وی‌سی‌اف VCF (فایل ارتباط مجازی (به انگلیسی: Virtual Contact File)) هم نامیده می‌شود، یک قالب پرونده (فرمت فایل) استاندارد برای کارت‌های تجاری الکترونیکی است. کارت‌های مجازی معمولاً به پیام‌های ایمیل متصل می‌شوند، اما این کارت‌ها امکان تبادل در حالت‌های دیگر، مثل خدمات پیام چندرسانه‌ای (MMS)، در محیط وب جهان‌گستر، در پیام‌رسانی فوری، یا از طریق کیوآر کد‌ها را دارند.

## محتوای کارت مجازی
کارت‌های مجازی می‌توانند شامل اطلاعات:
نام، آدرس، شماره تلفن، آدرس ایمیل، نشانی وب (URL)، نشان‌واره (لوگو)، عکس، یا کلیپ صدایی باشند.

## کاربردها
از کارت مجازی به عنوان قالب تبادل داده، در موارد زیر استفاده می‌شود:
دستیار دیجیتال شخصی (PDA)
مدیر اطلاعات شخصی (PIM)
مدیریت ارتباط با مشتری (CRM)
برای انجام این کاربردهای تبادل داده، دیگر «انواع کارت مجازی» استفاده می‌شود، و به عنوان «نوع استاندارد متفاوت» برای موقعیت بخصوص آن‌ها، پیشنهاد می‌شوند، مثل: نمایش XML، نمایش JSON، یا صفحات وب.